# Go-Toba-in no Shimotsuke
Go-Toba-in no Shimotsuke (in giapponese 後鳥羽院下野?; XII secolo – XIII secolo) è stata una poeta giapponese waka del tardo periodo Heian e il primo periodo Kamakura.
È annoverata tra le Trentasei poetesse immortali  (in giapponese 女房三十六歌仙?, Nyōbō Sanjūrokkasen).

## Biografia
Era la nipote di Hafuribe no Narinaka, moglie di Minamoto no Ienaga e madre di Sōhekimon'in no Tajima, tutti poeti. Era anche conosciuta con il nome di Shinnō (信濃). Aveva una stretta amicizia con il Fujiwara no Teika.
Fino al 1251 partecipò a diversi concorsi letterari organizzati presso la corte imperiale.
Venticinque canzoni di Shimotsuke sono state incluse in antologie di poesia imperiale, di cui due nello Shin Kokin Wakashū.

## Vita privata
Nel 1203 mentre serviva come dama di compagnia alla corte dell'imperatore in pensione Go-Toba (Go-Toba-In) incontrò Ienaga, che era vassallo dell'imperatore, e si sposarono.